# Phlegmariurus salvinioides
Phlegmariurus salvinioides är en lummerväxtart som först beskrevs av Wilhelm Guillermo Gustav o Franz Francis Herter, och fick sitt nu gällande namn av Ren Chang Ching. Phlegmariurus salvinioides ingår i släktet Phlegmariurus och familjen lummerväxter. Inga underarter finns listade i Catalogue of Life.